# 印度蝇子草
印度蝇子草（学名：Silene indica）是石竹科蝇子草属的植物。分布于克什米尔地区、不丹、印度、尼泊尔以及中国大陆的西藏等地，生长于海拔2,350米至2,900米的地区，多生长在山坡灌丛中，目前尚未由人工引种栽培。
种名indica意为印度的。

## 异名
- Silene indica Roxb. ex Otth var. bhutanica (W. W. Smith) Bocquet